# Cal Sadurní
Can Sadurní és un edifici del municipi d'Olèrdola (Alt Penedès) protegit com a bé cultural d'interès local.

## Descripció
La masia de Can Sadurní està situada al costat de l'església de Sant Pere Molanta, al peu de la carretera i conformant un petit nucli. És de planta basilical, amb una edificació lateral annexa que té galeria superior d'arcs de mig punt. Són interessants els elements decoratius de les portes, balcons i galeria (ceràmiques vidriades, vidres, ...), que s'insereixen en el llenguatge de l'eclecticisme del modernisme.
Les obres de reforma van ser efectuades el 1911. L'origen de la masia és anterior.